# 35 Geminorum
35 Geminorum är en orange jätte i stjärnbilden Tvillingarna.
35 Geminorum har visuell magnitud +5,67 och är svagt synlig för blotta ögat vid normal seeing. Den befinner sig på ett avstånd av ungefär 1765 ljusår.